# Карклин, Фриц Иванович
Фриц Иванович Карклин (24 марта 1894 — 17 июля 1937) — советский партийный руководитель, первый секретарь Магнитогорского горкома ВКП(б) (1931—1932), первый секретарь Свердловского горкома ВКП(б) (1932—1935).

## Биография
Родился 24 марта 1894 г. в г. Гольдинген Курляндской губернии. В 1906—1908 гг. учащийся церковно-приходской школы в г. Гольдинген. В 1908—1911 гг. учащийся Гольдингенского четырёхклассного городского училища. С июля 1911 г. в г. Гольдингене плотник на лесопильном заводе Винтлера, с октября 1913 г. плотник и столяр на различных строительных работах, с января 1914 г. столяр на спичечной фабрике «Вулкан». С февраля 1916 г. в Рижской почтовой конторе почтальон, с августа 1916 г. почтовый чиновник. С апреля 1917 г. секретарь фракции большевиков Рижского окружного комитета почтово-телеграфных служащих. С июня 1917 г. пропагандист-организатор Рижского комитета РСДРП(б). С сентября 1917 г. пропагандист-организатор Василе-Островской организации РСДРП(б) г. Петрограда. С февраля 1918 г. ответственный секретарь Уфимского губернского бюро Латышской секции РСДРП(б)—РКП(б).
В июле 1918 г. арестован чехословацкой контрразведкой, заключён в Уфимскую тюрьму, освобождён в январе 1919 г. частями 5-й армии РККА. С января 1919 г. ответственный секретарь Уфимского губкома РКП(б). С апреля 1919 г. в 5-й армии РККА порученец при РВС армии, с мая 1919 г. политкомиссар связи 27-й стрелковой дивизии, с сентября 1919 г. политкомиссар 1-й бригады 27-й стрелковой дивизии, с февраля 1920 г. заместитель начальника политотдела 27-й стрелковой дивизии, с января 1921 г. военный комиссар 3-й бригады 26-й стрелковой дивизии; с июля 1921 г. в г. Семипалатинске начальник политотдела 13-й Сибирской кавалерийской дивизии, с июня 1922 г. начальник особого отдела ГПУ при 10-й Алтайской кавалерийской дивизии.
С мая 1923 г. председатель Семипалатинской губернской контрольной комиссии. С апреля 1925 г. ответственный секретарь Казахской краевой контрольной комиссии (г. Кзыл-Орда). С декабря 1926 г. находился на лечении в г. Кисловодске.
С марта 1927 г. секретарь парткома текстильной фабрики «Коммунистический авангард» (станция Собинка Владимирской губернии). С ноября 1927 г. ответственный инструктор, с марта 1928 г. заместитель заведующего оргинструкторским отделом Курского губкома ВКП(б). С июля 1928 г. ответственный секретарь Старо-Оскольского укома ВКП(б) Курской губернии. С октября 1928 г. ответственный секретарь Льговского окружкома ВКП(б) Центрально-Чернозёмной области. В сентябре 1930 — январе 1931 гг. слушатель курсов ответственных дипломатических работников при Наркомате иностранных дел СССР.
С февраля 1931 г. первый секретарь Магнитогорского горкома ВКП(б). С июля 1932 г. первый секретарь Свердловского горкома ВКП(б).
26 января—10 февраля 1934 года делегат XVII съезда ВКП(б) с решающим голосом от Свердловской парторганизации.
Постановлением бюро Свердловского обкома ВКП(б) от 2 сентября 1934 г. объявлен строгий выговор «за допущенную доверчивость и непринятие своевременных мер к проверке и очищению аппарата горкома и лечкомиссии от буржуазных перерожденцев Масленникова, Гончарова и др.». С апреля 1935 г. находился на лечении в больнице особого назначения в г. Свердловске.
В августе 1935 — июле 1937 гг. первый секретарь Тарского окружкома ВКП(б) Омской области. Постановлением бюро Тарского окружкома ВКП(б) Омской области от 10 июля 1937 г. исключён из членов ВКП(б) «за связь с врагами народа, арестованными по Свердловской области, и защиту разоблачённого врага народа, троцкиста Крейцберга». Покончил жизнь самоубийством (застрелился) 17 июля 1937 г. в г. Таре Омской области.

## Участие в работе центральных органов власти
Делегат XVI, XVII съездов ВКП(б).

## Электронные информационные ресурсы
- Биография Ф. И. Карклина в Свободной энциклопедии Урала  (недоступная ссылка)
- Плотников И. Ф. Карклин Фриц Иванович // Сайт «Башкирская энциклопедия»
- Список градоначальников Екатеринбурга Список градоначальников Екатеринбурга